# وامانده
«وامانده» (به انگلیسی: High and Dry) نام آهنگی از گروه آلترنیتیو راک انگلیسی ردیوهد است که در سال ۱۹۹۵ منتشر شد.این اولین تک‌آهنگی بود که از آلبوم خمش‌ها منتشر شد.با اینکه آهنگ در جدول فروش بریتانیا به رتبه هفدهم رسید اما یکی از معروف‌ترین و شاخص‌ترین آهنگ‌های ردیوهد است که به شهرت زیادی خصوصاً در اجراهای رادیویی رسید.
"وامانده" در زمان ضبط آلبوم پابلو هانی نوشته شد اما در آلبوم از آن استفاده نشد چرا که گمان می‌رفت شبیه به یکی از آهنگ‌های راد استوارت است.با این وجود در زمان ضبط آلبوم خمش‌ها دوباره گروه بر روی آهنگ کار کردند و دوباره آهن را ضبط کردند و در نهایت گروه به این نتیجه رسید که "وامانده" با کلیت آلبوم نیز در ارتباط است به همین دلیل در آلبوم خمش‌ها آن را منتشر کردند.در مصاحبه‌ای که تام یورک با پیچ‌فورک مدیا داشت گفت که چندان از آهنگ خوشش نیامده است:"بد نیست...خیلی بده."او همچنین گفت که برای گذاشتن آهنگ در آلبوم تحت فشار بوده است.

## معنی نام آهنگ
نام آهنگ در واقع اصطلاحی انگلیسی است که به فردی اشاره دارد که دست تنها مانده است یا به عبارت بهتر آن چیزی که به او قول داده شده است یا انتظار آن را داشته نرسیده است.معنی دیگر این عبارت اشاره به فردی دارد که تحت تاثیر ماریجوانا قرار دارد اما الکل مصرف نکرده است.

## لیست آهنگ‌ها

### سی‌دی اول
1. High and Dry
2. Planet Telex
3. Maquiladora
4. Planet Telex (Hexidecimal Mix)

### سی‌دی دوم
1. Planet Tlex
2. High and Dry
3. Killer Cars
4. Planet Telex (L.F.O. JD Mix)